# Escuela de Medicina de la Universidad Johns Hopkins
La Escuela de Medicina de la Universidad Johns Hopkins (JHUSOM), está localizada en Baltimore, Maryland, Estados Unidos, es el brazo académico más importante de enseñanza e investigación de la Universidad Johns Hopkins. Está considerada entre las mejores escuelas de medicina del país en el número de becas de investigación concedidas por el Instituto Nacional de Salud. Su gran hospital universitario, el Hospital Johns Hopkins, fue clasificado como el mejor hospital en Estados Unidos cada año entre 1991 y 2011 y de nuevo en 2013 por EE. UU. News & World Report.

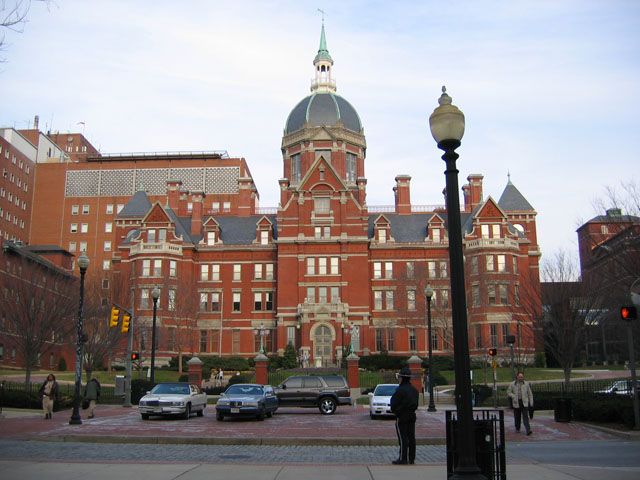
Fachada del Hospital Johns Hopkins en Baltimore.

## Visión general
La Escuela de Medicina Johns Hopkins está localizada en el "Campus Baltimore" de la Universidad Johns Hopkins junto con la Escuela de Salud Pública y la Escuela de Enfermería. Conocidos colectivamente como el Campus de la "Escuela de Medicina de la Universidad Johns Hopkins" (Johns Hopkins Medical Institutions (JHMI)). Se extiende por varias cuadras de la ciudad, destacando hacia el exterior del conjunto el edificio "Billings" del Hospital Johns Hopkins, con el tono rojizo de sus ladrillos y la famosa cúpula

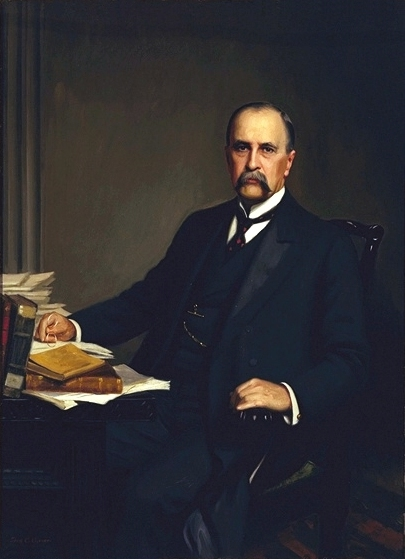
Sir William Osler, llamado "el padre de la medicina moderna"

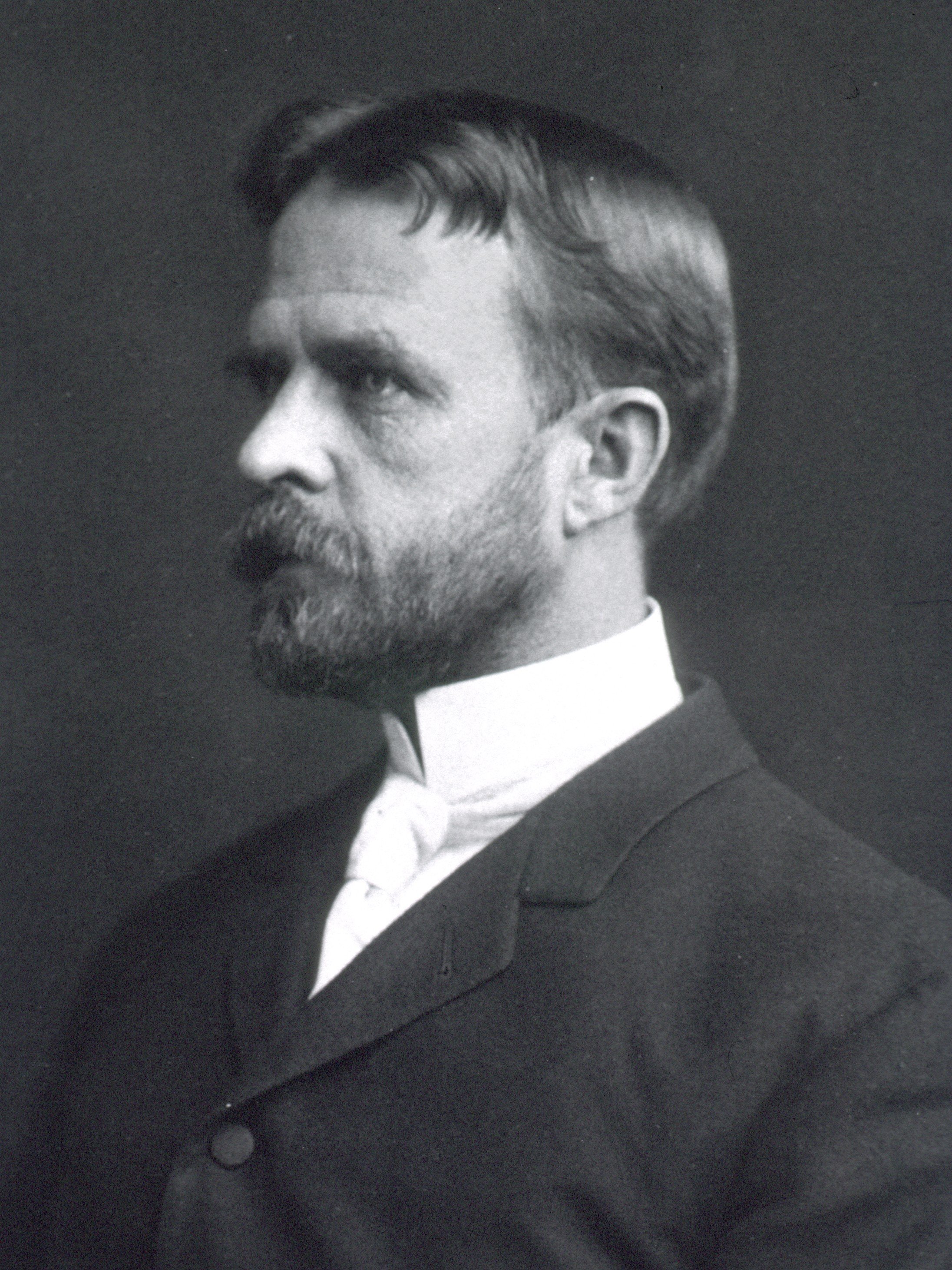
Thomas Hunt Morgan, Premio Nobel de Medicina en 1933 por demostrar que los cromosomas son portadores de genes, lo que se conoce como la "Teoría cromosómica de Sutton y Boveri".

Los médicos fundadores de la Escuela de Medicina incluyen al patólogo William Henry Welch (1850-1934), el primer decano de la escuela y mentor de generaciones de científicos de investigación; al internista Sir William Osler (1849-1919), a veces llamado el "padre de la medicina moderna", habiendo sido tal vez el médico más influyente de finales del siglo XIX y principios del siglo XX como autor de los "Principios y Práctica de la Medicina" (1892), escrito en el Hospital Johns Hopkins y publicado durante más de un siglo; el cirujano William Halsted (1852-1922), que revolucionó la cirugía al insistir en la sutil habilidad y la técnica, así como el estricto cumplimiento de los procedimientos sanitarios; y el excelente cirujano ginecológico Howard Atwood Kelly (1858-1943), al que se le atribuye el establecimiento de la ginecología como una especialidad y ser de los primeros en utilizar la radioterapia para tratar el cáncer.
La Escuela de Medicina está afiliada con el Hospital Johns Hopkins, su principal hospital de enseñanza, así como con varios otros centros médicos regionales, incluyendo el Centro Médico Bayview Johns Hopkins (Johns Hopkins Bayview Medical Center) en Baltimore, el Hospital General del Condado de Howard (Howard County General Hospital), el Hospital Suburban (Suburban Hospital) en Bethesda, Maryland, y el Hospital Memorial Sibley
(Sibley Memorial Hospital) en Washington D. C. Juntos forman el "Centro de Salud de Ciencias Académicas".

## Reputación
Durante años, la escuela de medicina de la Universidad Johns Hopkins ha sido una de las mejores del país en el número de becas de investigación competitivas concedidas por el Instituto Nacional de Salud (National Institutes of Health). De acuerdo con U.S. News and World Report, Johns Hopkins siempre ha clasificado entre las 3 mejores escuelas de medicina centradas en la investigación.
 Su gran hospital universitario, el Hospital Johns Hopkins, fue clasificado como el mejor hospital en los Estados Unidos cada año entre 1991 y 2011 por EE. UU. News & World Report y el título de Doctor en Medicina de la Universidad Johns Hopkins es considerado como uno de los cinco títulos más prestigiosos en el mundo.

De acuerdo con el Informe Flexner, Hopkins ha servido de modelo para la educación médica americana. Fue la primera escuela de medicina en exigir a sus estudiantes tener un título universitario y también fue la primera escuela de medicina de postgrado en admitir mujeres en igualdad de condiciones que los hombres. Mary Elizabeth Garrett, directora del Fondo de las Escuela de Medicina para Mujeres (Women's Medical School Fund), fue una fuerza impulsora detrás de estos dos primeros. Sir William Osler se convirtió en el primer profesor de Medicina de la Universidad Johns Hopkins y el primer médico en jefe en el Hospital Johns Hopkins. Osler fue responsable de establecer el sistema de "residencia" de la formación médica de postgrado, donde se exige a los jóvenes médicos "residir" en el hospital para una mejor atención de sus pacientes.

## Colleges
Tras la matrícula, los estudiantes de la Escuela de Medicina Johns Hopkins se dividen en cuatro "Colegios" (Colleges) con nombres de famosos miembros de la facultad que han tenido un impacto importante en la historia de la medicina (Florence Sabin, Vivien Thomas, Daniel Nathans y Helen Taussig). Los Colleges fueron fundados con los objetivos de "fomentar el compañerismo, la creación de redes, asesoramiento, tutoría, profesionalismo, habilidades clínicas, y becas." Los estudiantes son asignados a consejeros de la facultad dentro de sus Colleges. Cada consejero tiene un grupo de cinco estudiantes en cada uno de los cuatro años de estudio. Instruyéndolos en "Prácticas Clínicas", desde los cursos básicos de primer año hasta el final de su formación en la escuela de medicina. Cada año, los Colleges compiten en los Juegos Olímpicos de la universidad (College Olympics).

## Dirección
La Escuela de Medicina Johns Hopkins está dirigida por Ronald J. Daniels, el presidente de Johns Hopkins University, Paul B. Rothman, CEO y decano de la facultad médica, y Ronald R. Peterson, presidente del Hospital Johns Hopkins y del sistema de salud. El CFO es [[Richard  Un. Grossi]], quien también es el Decano Sénior Asociado de Administración y Finanzas y vicepresidente ejecutivo de Johns Hopkins Medicine.

## Premios Nobel
Desde su fundación, dieciocho premios Nobel han estado asociados con la Facultad de Medicina como exalumnos o profesores.  La Universidad Johns Hopkins en su conjunto cuenta con 38 premios Nobel.
- Gregg L. Semenza, pediatra, Premio Nobel de Fisiología o Medicina , 2019
- William Kaelin Jr, ex residente, Premio Nobel de Fisiología o Medicina, 2019
- Carol Greider, Premio Nobel en Fisiología y Medicina, 2009
- Oliver Smithies, Premio Nobel en Fisiología o Medicina, 2007
- Richard Axel, MD 1971, Premio Nobel en Fisiología o Medicina, 2004
- Peter Agre, MD 1974, Premio Nobel en Química, 2003
- Paul Greengard, PhD 1953, Premio Nobel en Fisiología o Medicina, 2000
- David Hubel, Asistente residente, Premio Nobel en Fisiología o Medicina, 1981
- Torsten Wiesel, Premio Nobel en Fisiología o Medicina, 1981
- Hamilton O. Smith, MD 1956, Premio Nobel en Fisiología o Medicina, 1978
- Daniel Nathans, Premio Nobel en Fisiología o Medicina, 1978
- Haldan Keffer Hartline, MD 1927, Premio Nobel en Fisiología o Medicina, 1967
- Francis Peyton Rous, Premio Nobel en Fisiología o Medicina, 1966
- Joseph Erlanger, MD 1899, Premio Nobel en Fisiología o Medicina, 1944
- Herbert Spencer Gasser, MD 1915, Premio Nobel en Fisiología o Medicina, 1944
- George Richards Minot, Asistente en Medicina, Premio Nobel en Fisiología o Medicina, 1934
- George Hoyt Whipple,MD 1905, Premio Nobel en Fisiología o Medicina, 1934
- Thomas Caza Morgan, PhD 1890, Premio Nobel en Fisiología o Medicina, 1933

## Profesores y exalumnos notables

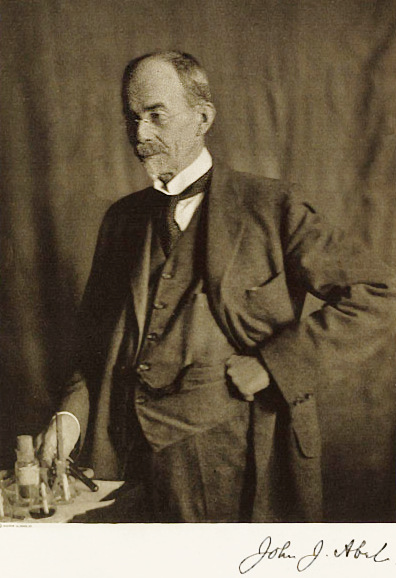
John Jacob Abel, fundador y director del primer departamento de farmacología en EE. UU. en la Universidad de Míchigan, y después director del departamento de farmacología en Johns Hopkins